# С. Дарко
«С. Да́рко» (англ. S. Darko) — фантастический фильм Криса Фишера, продолжение фильма «Донни Дарко». В фильме рассказывается о Саманте Дарко, младшей сестре Донни, протагониста фильма «Донни Дарко», и о её подруге Кори. По пути в Лос-Анджелес их машина ломается, и им приходится остановиться в маленьком городке и ждать, пока её починят. И там Саманта начинает видеть сны, которые предупреждают её о конце вселенной.
Фильм выпущен на DVD- и Blu-ray-дисках 12 мая 2009 года.

## Сюжет
Саманта Дарко и её лучшая подруга Кори Ричардсон пускаются в дорожное путешествие через всю страну в Лос-Анджелес в стремлении «делать больше». Им приходится временно забыть о своих мечтах, когда водяной насос их машины, проезжающей мимо одного крошечного городка Юты, взрывается. Не имея возможности ехать дальше до тех пор, пока их машина не будет починена, Сэм и Кори начинают общаться с местными жителями. Сэм и Кори не особо волнуются насчёт задержки, а той же ночью на город падает невесть откуда взявшийся метеорит.
Сэм, которую мучают странные сны, предупреждающие её о неизбежном конце вселенной, придётся столкнуться с демонами, из-за которых она сбежала из дома.

## В ролях
- Дэйви Чейз — Саманта Дарко
- Элизабет Беркли — Труди Поттер
- Вествик, Эд — Рэнди Холт
- Брайана Эвиган — Кори Ричардсон
- Джеймс Лафферти — Фрэнк / Джастин Спэроу
- Джексон Рэтбоун — Джереми
- Мэттью Дэвис — преподобный Джон Миллит
- Джон Хоукс — Фил
- Кристин Хиллир — местная девушка
- Сулай Энао — Билин
- Брет Робертс — офицер О’Делл
- Уолтер Плац — Фрэнк / механик, хозяин ранчо
- Боб Лану — агент ФБР
- Райан Моут — староста Моут
- Саванна Оустлер — официантка

## Создание фильма
Ричард Келли, сценарист и режиссёр фильма «Донни Дарко», не работал над этим фильмом ни как сценарист, ни как режиссёр. Он заявил: «Если говорить прямо, есть несколько вещей, о которых я хотел бы рассказать всем вам: я не читал этот сценарий; я совершенно никоим образом не причастен к созданию этого фильма и никогда не буду в это вовлечён». Крис Фишер, режиссёр «С. Дарко», отметил, что он — почитатель фильма Келли, и что он надеялся «создать схожий мир, в котором реальность переплетается с фантазией».
Съёмки фильма начались 18 мая 2008 года.